# 石川冷
石川 冷（いしかわ れい、1901年1月25日 - 没年不詳）は、日本の俳優である。本名は石川 良平（いしかわ りょうへい）だが、婚姻後は齋藤 良平（さいとう - ）と名乗った。旧芸名は石川 鳳堂（いしかわ ほうどう）。妻は舞踊家の藤間寿美枝（本名は斎藤 千代子）である。

## 来歴・人物
1901年（明治34年）1月25日、東京府東京市本所区業平（現在の東京都墨田区）に生まれる。父親である杢平は人形師であった為、人形作りを手伝いながら、1914年（大正3年）に小学校を卒業。卒業後は琴古流尺八を習い、石川鳳堂と名乗った。
1920年（大正9年）、新派俳優の武田正憲（1890年 - 1962年）の門下となり、東京で初舞台を踏む。1921年（大正10年）、小織桂一郎（1870年 - 1943年）の一座に入るが、1923年（大正12年）、女形修行の為に村田式部に師事する。ところが、直後の不況により舞台に見切りをつけ、1927年（昭和2年）2月、マキノ・プロダクション御室撮影所に入社し、多数の作品に出演。1931年（昭和6年）10月にマキノ・プロダクションが解散した後は同年11月に松竹下加茂撮影所に移籍する。1939年（昭和14年）には東宝へ転じ、戦争末期まで多数の作品に出演した。
戦後、東宝争議（1946年 - 1948年）の影響を受けて1947年（昭和22年）に誕生した新東宝に入社し、1961年（昭和36年）の新東宝倒産まで活躍。その後はフリーとなって長く活躍していたが、1973年（昭和48年）に病を経て入院し、入院後は難聴のため引退した。1979年（昭和54年）に発行された『日本映画俳優全集 男優篇』では、存命人物として東京都文京区本郷の連絡先が示されているが、既に引退しており、以後の消息は不明である。没年不詳。

## 出演作品

### 映画
1932年
- 怪談 ゆうなぎ草紙（番太郎の熊蔵 役）

1933年
- 天一坊と伊賀亮（杢兵衛型神主 役）
- 蝙蝠の安さん

1934年
- めをと大学

1935年
- 勤王飛脚（山脇忍 役）
- かごや判官（長屋の住人 大工 役）
- 雪之丞変化 第二篇（声色屋 役）

1936年
- 千両小路（父さん 役）

1937年
- 花火の街（支那人劉 役）
- 故郷（庄屋 役）
- 夜の鳩（福寿し 役）

1938年
- 伊太八縞（能寺の次郎吉 役）
- 長曽禰虎徹（門人又七 役）
- 月下の若武者（浄六 役）

1939年
- ロッパの大久保彦左衛門（魚屋B 役）
- むかしの歌（点灯夫 役）
- 忠臣蔵 前篇（大工弟子 役）
- 忠臣蔵 後篇（大工弟子 役）

1940年
- 化粧雪（警官B 役）
- 続蛇姫様（床山の留公 役）
- 旅役者

1941年
- 白鷺（幇間 役）
- 阿波の踊子（でこ廻し 役）
- 川中島合戦（甚助 役）

1943年
- 伊那の勘太郎（小者 甚六 役）

1949年
- 鍋島怪猫伝（仲間 役）
- 小原庄助さん（世話人代表 役）

1950年
- 雪夫人絵図（宇津保館板前 役）

1951年
- 月が出た出た（箱屋常吉 役）

1952年
- リルを探してくれないか 風の噂のリル

1954年
- 娘十六ジャズ祭り

1955年
- 番場の忠太郎（薬屋の源八 役）

1956年
- 女真珠王の復讐（小使 役）

1957年
- 桂小五郎と近藤勇 龍虎の決戦（田兵衛 役）
- 海の三等兵（百姓A 役）
- 関八州大利根の対決（百姓夫 役）
- 日米花嫁花婿取替合戦（お花の師匠 役）
- 妖婦 夜嵐お絹と天人お玉（番頭 役）
- 怪談累が渕（重助 役）
- 海女の戦慄（源助爺 役）
- 白蝋城の妖鬼（刺青師紋吉 役）
- ひばりが丘の対決（外村浅吉 役）

1958年
- 天下の副将軍 水戸漫遊記（石屋の藤吉 役）
- 人形佐七捕物帖 浮世風呂の死美人（蔦重 役）
- 亡霊怪猫屋敷（佐平次 役）

1959年
- 怪談鏡ヶ淵（島野屋伝八 役）
- 東海道四谷怪談（金魚売りの声 役）
- 九十九本目の生娘（刑事浜田 役）
- 雷電（半右衛門 役）
- 続 雷電（半右衛門 役）

1960年
- 怪談海女幽霊（船頭久平 役）
- 地獄（刺青の老人 役）
- 蛇精の淫（下男・作造 役）

### テレビドラマ
- 風流活人剣（1962年、TBS）
- 燃ゆる白虎隊（1965年、TBS）- 佐五平
- レモンのような女 第4話「土の館」（1967年、TBS）
- 鬼平犯科帳 第1シリーズ 第45話「夜鷹殺し」（1970年、NET / 東宝）‐ 与助
- 大忠臣蔵（1971年、テレビ朝日）
- テレビ朝日土曜時代劇 / 人形佐七捕物帳 第17話「八つ目鰻」（1971年7月31日） - 弥助